# Zool 2
Zool 2 è un videogioco a piattaforme sviluppato e pubblicato dalla Gremlin Graphics nel 1993 per le piattaforme Amiga, Amiga CD32, DOS, e Atari Jaguar.
Il gioco è il seguito del primo Zool rispetto al quale non si discosta nel gameplay. Il secondo capitolo aggiunge un nuovo tipo di attacco del personaggio.

## Trama
L'intergalattico ninja gremlin Zool è tornato. Questa volta i nemici da combattere sono il cattivo Krool e il suo assistente Mental Block, il cui obiettivo è quello di soffocare l'immaginazione del mondo, causando noia dilagante. Nella sua lotta, Zool è aiutato dalla sua compagna Zooz (in un costume rosso) e dal suo fedele cane Zoon. Il finale contiene l'accenno ad un possibile ulteriore seguito.

## Modalità di gioco
Il gameplay di Zool 2  è molto simile a quello del gioco originale ma con una grafica da cartone animato più dettagliata. Si aggiunge anche la possibilità di giocare con Zooz, la controparte femminile di Zool, armata di una frusta di energia. I due personaggi giocano allo stesso modo, anche se ci sono alcune sottili differenze nelle loro capacità. In particolare, Zool è capace di distruggere parti dello scenario che Zooz non potrebbe e viceversa; ne risulta la possibilità di percorrere strade leggermente diverse attraverso i livelli. Come nel gioco originale, all'interno di Zool 2 sono disponibili diversi minigiochi (come ad esempio una versione di Breakout, che utilizza le due teste del cane di Zool come barra).

## Sviluppo e lancio
L'Amiga è rimasta la principale piattaforma per il secondo Zool ma, a differenza del primo episodio, non è stato ampiamente diffuso su altre piattaforme (solo su Atari Jaguar e DOS). Il gioco era stato inizialmente pensato per essere venduto in bundle con l'Amiga CD32, su richiesta della Commodore; ma poiché la Gremlin Graphics non ha completato la realizzazione di Zool 2 in tempo, è stato venduto in bundle con l'Amiga 1200 in versione "Computer Combat Pack". La versione PC del gioco è stata anche venduta come parte della compilation Best of Gremlin nel 2000.